# Lubaczów
Lubaczów (udtale: [luˈbat͡ʂuf], ukrainsk: Любачів Liubachiv)  er en by i den østlige  del af  Voivodskabet Nedrekarpater i det sydøstlige Polen.  Rzeszów  har 11.619(2021) indbyggere og et areal på 26 km².  Den er administrationsby i   powiatet (amt) 	Lubaczów og ligger 50 kilometer nordøst for Przemyśl.

## Historie
Lubaczow blev første gang nævnt i 1214, da der, efter en traktat mellem hertug Leszek 1. den Hvide og Andreas 2. af Ungarn, blev placeret gord,  under myndighed af vojvod af Sandomierz, Pakoslaw Lasocic. Indtil 1376 blev Lubaczow stavet Lubacew eller Ljubacew. Efter at have modtaget bycharter (1376), blev stavemåden af navnet ændret til Lubaczow. Indtil 1462 blev Lubaczow styret af hertugerne af Masovien, et polsk len. I det år blev det direkte annekteret til Kongeriget Polen, som en del af det nyoprettede Belz Voivodeskab, hvor det var indtil 1772. Under den Polsk-osmanniske krig (1672-1676), fandt slaget ved Niemirow  sted nær Lubaczow (7.–8. oktober 1672).

## Gallery
- Torvet
- St. Stanislaw kirke
- Retsbygning i Lubaczów
- Lubaczów Musikskole
- Græsk katolsk kirke St. Nicholas